# Galo Plaza Lasso
Galo Plaza Lasso (Nova Iorque, 17 de fevereiro de 1906 - Quito, 28 de janeiro de 1987) foi um político do Equador e presidente do país de 1948 a 1952.